# Thập niên 790 TCN
Thập niên 790 TCN hay thập kỷ 790 TCN chỉ đến những năm từ 790 TCN đến 799 TCN.

## Sự kiện
799 TCN— Theo Vayu Purana , triều đại Pradyota chinh phục Magadha , bắt đầu một chế độ thống trị kéo dài 138 năm.
797 TCN— Thespieus , vua của Athens , chết sau 27 năm trị vì và được kế vị bởi con trai ông là Agamestor .Chu Tuyên vương đã phái một đội quân tấn công tộc Nhung ở Thái Nguyên, nhưng không thành công.
796 TCN— Adad-Nirari III chiếm được Damascus sau cuộc bao vây chống lại Vua Ben-Hadad III .
Chu Tuyên vương mang quân đánh Lỗ giết Bá Ngự và lập Cơ Xứng lên nối ngôi.
790 TCN— Adad-Nirari III tiến hành một cuộc đột kích chống lại người Chaldeans .

## Nhân vật quan trọng
Hazael , Vua của Damascus  842–796 TCN
Pygmalion , Vua truyền thuyết (trước đây là người cùng cai trị với em gái mình, Dido ) của Tyre , 831–785 TCN
SHoshenq III , Pharaoh của Ai Cập ( Vương triều thứ hai mươi hai ),  837–798 TCN
Jehoash của Judah , 836–797 TCN
Chu Tuyên vương vua của triều đại nhà Chu , Trung Quốc, 827–782 TCN
Archon của Athens, tại vị 824–797 TCN
Jehoahaz , Vua của Israel , 814–798 TCN
Dido , Nữ hoàng huyền thoại (và là người sáng lập) của Carthage ,  814 – 760 TCN
Adad-Nirari III , Vua của Assyria 811–783 TCN
Utupurshi , Vua của Diauehi , 810 TCN – 770 TCN
Menuas , Vua của Urartu, 810–785 TCN
Caranus , Vua của Macedon,  808–778 TCN
Shoshenq VI , Pharaoh của Ai Cập ( Vương triều thứ hai mươi ba ), 801–795 TCN
Agesilaus I , Archilaus Vua Agiad, lần lượt là 820–790 TCN và 790–760 TCN) và Eunomus (Vua Eurypontid 800–780 TCN), Đồng Vua của Sparta
Lycurgus của Sparta (800 TCN? –730 TCN?), Nhà luật học huyền thoại
Ninurta-apla-X (tên đầy đủ không rõ), Vua của Babylon, 800 TCN–790 TCN
Jehoash of Israel , vua của Israel, 798 TCN–782 TCN
Shoshenq IV , Pharaoh của Ai Cập ( Vương triều thứ hai mươi hai ), 798 TCN–785 TCN
A-ma-xia , Vua của Giu-đa, 797–768 TCN, 
Archon của Athens,  797 TCN–778 TCN
Ben-Hadad III , Vua của  Damascus ,796 TCN–792 TCN
Osorkon III , Pharaoh của Ai Cập ( Vương triều thứ hai mươi ba ), 795 TCN–767 TCN
Alara , Vua của Kush,  795TCN - 765 TCN
Rezin , Vua của Damascus, 792-732 trước Công nguyên
Marduk-bel-zeri, Vua của Babylon, 790–780 TCN
Homer of Chios , Nhà thơ Hy Lạp huyền thoại
Jeroboam , Hoàng tử Israel, nhiếp chính, vị vua tương lai.

## Mất
796 TCN: Joash (Judah) , Trần Ly công
795 TCN: Tề Thành công
792 TCN: Ben- Hatta III
791 TCN: Sở Hùng Ngạc , Yên Ly hầu
790 TCN: Joash (Israel)